# Jinnah Sports Stadium
El Jinnah Sports Stadium (Estadio Deportivo Jinnah) es un estadio multiusos localizado en la ciudad de Islamabad, Pakistán. El recinto inaugurado en 1970 posee una capacidad para 48.000 espectadores, siendo el estadio de fútbol más grande del país. Es utilizado por la Selección de fútbol de Pakistán para la disputa de sus encuentros en condición de local.
Este estadio fue construido en la década de 1970 con la ayuda de la Corporación Estatal de Ingeniería de Construcción de China. Lleva el nombre en honor a Muhammad Ali Jinnah el ‘padre de la nación’ de Pakistán.
El estadio ha acogido varios eventos deportivos importantes. Por ejemplo, los Juegos del Sur de Asia de 1989 y 2004. En 2005, se jugaron las semifinales y finales del Campeonato de Fútbol del Sur de Asia.
En 2014, el estadio albergó en su totalidad el Campeonato de fútbol femenino del sur de Asia 2014.
El estadio también acogió el Festival Deportivo Juvenil Interprovincial Quaid-e-Azam en 2016 y 2017.

Vista panorámica